# Рубчиха
Рубчиха — деревня в Клинском районе Московской области России. Относится к городскому поселению Клин. Население — 20 чел. (2010).

## География
Расположена на Клинско-Дмитровской гряде. Недалеко от деревни находится ДОЛ «Звонкие Голоса».
В нескольких километрах от деревни протекают реки Жорновка и Сестра.
Ближайшие населённые пункты:
- деревня Давыдково
- деревня Покров
- деревня Фроловское
- посёлок Чайковского
- деревня Никитское

## История
Впервые упоминается в 1766 году в клировой ведомости храма села Головково, также отмечается на межевой карте Клинского уезда 1767 года, на карте 1771 года деревня обозначена под названием Рубовка.

Из списка населённых мест Московской Губернии:
Клинский уездъ, по правую сторону Московскаго шоссе отъ г.Клина въ г.Москву. казённая деревня, 2-го стана, Рубчиха, при колодцахъ, 13 дворовъ, 59 чел. муж.п., 76 чел. жен.п.
Неподалёку от деревни, в усадьбе Фроловское, снимал дачу П.И. Чайковский.

## Население
| 2002 | 2006 | 2009 | 2010 |
| ---- | ---- | ---- | ---- |
| 2    | →2   | ↗4   | ↗20  |

## Транспорт
Вблизи деревни проходят главный ход Октябрьской железной дороги,трасса М-10.
До деревни можно добраться на автобусе № 49 Клин-п.Чайковского-Давыдково, который следует от автовокзала города Клин.